# Islam en Tonga
El islam en Tonga es una religión minoritaria en el país, cuyos miembros pertenecen a la denominación sunita. 
El Pew Research Center estimó, en 2010, el número de musulmanes en menos de 1000, en una población total de aproximadamente 108.000. Sin embargo, un informe de la Liga Musulmana de Fiyi estimó que en 2002 que había alrededor de 70 ciudadanos de Tonga que practicaban en islam, entre un musulmán población de 100.

## Escuela musulmana
En 2007, la comunidad musulmana de Tonga tenía previsto recaudar fondos en el Oriente Medio para construir un internado en la isla de Tongatapu. La escuela debería seguir el plan de estudios de las demás escuelas del país, pero también ofrecerá el idioma árabe y los estudios islámicos como opcionales. El jeque Imam Abdul Fader, líder espiritual de la comunidad musulmana de Tonga y profesor de matemáticas, dijo que su proyecto es construir un internado de tres pisos que sirva a musulmanes y no musulmanes, especialmente a los huérfanos que a menudo se veían privados de la educación, y que los niños de la escuela no serán obligados a estudiar ni a convertirse al islam. También dijo que una pequeña delegación de musulmanes de Tonga partiría en junio de 2007 hacia Arabia Saudita y Catar para buscar donaciones y financiamiento para la nueva institución.

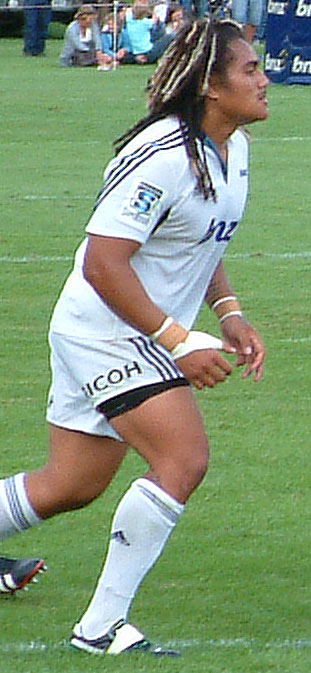
Ofa Tu'ungafasi es un jugador de All Black Rugby Union nacido en Tonga, y convertido al islam en 2015.